# Per Anders Rudling
Per Anders Rudling (ur. 11 kwietnia 1974 w Karlstad) – szwedzki historyk.

## Życiorys
Uzyskał magisterium z filologii rosyjskiej, ze specjalizacją nauki polityczne na Uniwersytecie w Uppsali (listopad 1998) i w maju 2003 magisterium z historii współczesnej Europy Wschodniej i Żydów wschodnioeuropejskich na Uniwersytecie Stanowym w San Diego (San Diego State University). W czerwcu 2010 uzyskał doktorat na University of Alberta w Edmonton na podstawie  pracy The Battle Over Belarus: The Rise and Fall of the Belarusian National Movement 1906–1931, monografii białoruskiego ruchu narodowego w latach 20. XX wieku.  W latach 2010–11 pracownik naukowy University of Alberta w Edmonton. Od 2012 postdoktoranckie stypendium naukowe na Wydziale Historycznym  Uniwersytetu w Lund. Od stycznia 2018 pracownik naukowy Narodowego Uniwersytetu Singapuru. Autor kilkunastu artykułów w prasie naukowej i popularnej i kilku publikacji w pracach zbiorowych.
Od 2011 członek komitetu redakcyjnego Białoruskich Zeszytów Historycznych w Białymstoku.
Obywatel Szwecji i USA. Stały rezydent Kanady.

## Publikacje (wybór)

### Publikacje elektroniczne
- „The Battle Over Belarus: The Rise and Fall of the Belarusian National Movement, 1906-1931”, University of Alberta, 2010 Edmonton, Alberta

### Artykuły
- Terror and Local Collaboration in Occupied Belarus: The case of Schutzmannschaft Battalion 118. Part One: Background Historical Yearbook, Nicolae Iorga History Institute, Romanian Academy, Bucharest, vol. VIII, (2011): 195-214.
- The OUN, the UPA and the Holocaust: A Study in the Manufacturing of Historical Myths, The Carl Beck Papers in Russian and East European Studies 2107 Pittsburgh 2011 Wyd. University Center for Russian and East European Studies, ). 71 pp.
- Multiculturalism, Memory, and Ritualization: Ukrainian Nationalist Monuments in Edmonton, Alberta Nationalities Papers, Vol. 39, No. 5 (September, 2011): 733-768.
- Lukashenka and the ‘Red-Browns’: National ideology, Commemoration of the Past, and Political Belonging Forum für osteuropäische Ideen- und Zeitgeschichte, 15. Jahrgang Heft 1, (2011): 95-125.
- Lukashenka i ‘chyrvona-karychnevyia’: dzierzhaunaia idealohiia, ushanavanne minulaha i palitychnaia prynalezhnasts’ [ Lukashenka and the ‘Red-Browns’: National Ideology, Commemoration of the Past and Political Belonging] Palitychnaia Sfera/Spheres of Politics, The European Humanities University, Vilnius, Lithuania. 14 (2010): 90-113.
- Vaina i histarychnaia pamiats’ u Belarusi: daluchen’ne zakhodnikh ablasts’ei i mit pra Beres’tseiskuiu krepas’ts’ [War and Historical Memory: The Annexation of the Western Borderlands and the Myth of the Brest Fortress] (with David R. Marples) ARCHE 5 (92) (May 2010): 11-60.
- War and Memory: The Annexation of the Western Borderlands and the Myth of the Brest Fortress, 1939-41 (with David R. Marples), Białoruskie Zeszyty Historyczne 32 (December 2009): 225-244.
- Vialikaia Aichynnaia vaina u sviadomastsi belarusau, [The Great Patriotic War in Belarusian Consciousness] ARCHE 5 (68) (May 2008): 43-64.
- „For a Heroic Belarus!”: The Great Patriotic War as Identity Marker in the Lukashenka and Soviet Belarusian Discourses, Sprawy Narodowościowe 32 (2008): 43-62.
- Theory and Practice: Historical Representation of the War Time Activities of the OUN-UPA (the Organization of Ukrainian Nationalists - the Ukrainian Insurgent Army), East European Jewish Affairs 36: 2 (December 2006): 163-189.  Streszczenie w języku polskim: „Przegląd Czasopism Zagranicznych”,  Kwartalnik Historii Żydów 2 (222) (June 2007): 253-255.
- Denmark as the Big Satan: Projections of Scandinavia in the Arab World and European Identity, European and Russian Affairs 2: 3 (2006): 73-112.
- Scandinavians in Canada: A Community in the Shadow of the United States, The Swedish-American Historical Quarterly LVII: 3 (July 2006): 151-194.
- Organized Anti-Semitism in Contemporary Ukraine: Structure, Influence, and Ideology, Canadian Slavonic Papers/Revue canadienne des slavistes XLVIII: 1-2 (March – June 2006):  81-119.
- „A paper for the Scandinavians in Edmonton”: The Norwegian Immigrant Experience in Alberta as Recorded in the Norwegian Language Newspaper Vikingen, Scandinavian-Canadian Studies/Études scandinaves au Canada 16 (2005-2006): 66-87.
- Bodgan Musial and the Question of Jewish Responsibility for the Pogroms in Western Ukraine in the Summer of 1941, East European Jewish Affairs 35: 1 (June 2005):  69-89.
- Ukrainian Swedes in Canada: Gammalsvenskby in the Swedish-Canadian Press, 1929-1931, Scandinavian-Canadian Studies/Études scandinaves au Canada 15 (2004-2005): 60-89.
- The Waffen-SS as Freedom Fighters, The Algemeiner 31 stycznia 2012

### Rozdziały w pracach zbiorowych
- Szkolenie w mordowaniu: Schutzmannschaft Battalion 201 i Hauptmann Roman Szuchewycz na Białorusi 1942 roku w: Bogusław Paź (wyd.), Prawda historyczna a prawda polityczna w badaniach naukowych: Przykład ludobójstwa na kresach południowej-wschodniej Polski w latach 1939-1946, Wrocław 2011, Wydawnictwo Uniwersytetu Wrocławskiego 2011, 183-204.
- Iushchenkiv fashyst: kul’t Bandery v Ukraini ta Kanadi [“Yushchenko’s Fascist: the Bandera Cult in Ukraine and Canada” i Perekonlyvi dokazy [“Indisputable Evidence”] in Tarik Cyril Amar, Ivan Balyns’kyi and Jarosław Hrycak (wyd.) Strasti za Banderoiu: statti ta esei [Passions over Bandera: Articles and Essays] Kyiv 2010, Seriia De profundis,wyd. Hrani-T, 237-309 and 195-196.
- The Great Patriotic War and National Identity in Belarus wn Tomasz Kamusella and Krzysztof Jaksułowski (wyd.), Nationalisms Across the Globe, volume I: Nationalisms Today. Bern 2009 wyd. Peter Lang, 199-225.
- Belarus in the Lukashenka Era: National Identity and Relations with Russia w: Oliver Schmidtke and Serhy Yekelchyk (wyd.), Europe’s Last Frontier?: Belarus, Moldova, and Ukraine between Russia and the European Union. (New York and Houndmills 2008, wyd. Palgrave Macmillan, 55-77.

### Artykuły encyklopedyczne
- Belarus w: Peter N. Stearns (wyd.), The Oxford Encyclopedia of the Modern World, Volume I. Oksford & Nowy Jork 2008: Oxford University Press, 2008, s. 227.